# Гербурт (хорунжий)
Гербурт, також Герборд Гербордович з Фельштина, Прилбичів, Брухналя — військовик та урядник Королівства Ягайлонів. Власник маєтностей у Східній Галичині.

## Життєпис
Син Герборда Павча з Городовичів (1373—бл.1400), який осів у Галицькій Русі за часів князя Владислава Опольчика «лат. iure hereditario» в рамках ширшої колонізаційної акції з господарською та стратегічною метою завоювання та приєднання Галицької Русі до Королівства Ягайлонів. Герб — Павча (або Гербурт), яким «печатались» всі члени роду Фюльштайнів нім. Fϋllstein) з Опольської Сілезії (пол. Śląsk opolski), що прибували до Галицької Русі наприкінці 14 ст., колись міністеріали оломоуцького єпископа, відомі в Галицькій Русі як Гербурти. Згадується в джерелах у 1413—1469 роках. 1413 р. записаний навчатися у Краківському університеті. З 1427 р. був перемиським хорунжим. Мав трьох синів:
- Ян з Фельштина і Сусідовичів, згадується у джерелах від бл. 1451 до 1470 р.
- Миколай (Миклаш; з Фельштина, Брухналя, Добромиля) Щасний, званий Добромильським — львівський староста — 1450 року на Сліпій горі у Тернаві побудував перший дерев'яний замок[1] згадується у 1453-77 р.
- Северин (Зебжид) з Фельштина, Добромиля, Брухналя — львівський хорунжий з 1477 р., згадується у 1453—1497 р.
- Катажина — двічі одружена з представниками родів Кмітів (на Дубецьку), Фредрами
- дочка (ім'я невідоме).